# Rainieria latifrons
Rainieria latifrons is een vliegensoort uit de familie van de spillebeenvliegen (Micropezidae). De wetenschappelijke naam van de soort is voor het eerst geldig gepubliceerd in 1870 door Hermann Loew.